# Sprang-Capelle
Sprang-Capelle is een voormalige gemeente in de Nederlandse provincie Noord-Brabant, die in 1997 samen met Waspik en Waalwijk is opgegaan in de gemeente Waalwijk. Sprang-Capelle ligt in De Langstraat ten westen van Waalwijk, langs de Bergsche Maas. Transport, bouw, kleinschalige industrie en land- en tuinbouw zijn de belangrijkste bronnen van inkomen.
De gemeente Sprang-Capelle is in 1923 ontstaan na het samenvoegen van de gemeenten Sprang, Vrijhoeve-Capelle (in de volksmond Vrijhoeve) en Capelle. Sinds Sprang-Capelle is opgegaan in de gemeente Waalwijk, is er aan de noordzijde van de kern Sprang een woonwijk verrezen, genaamd Driessen. Driessen valt onder de bebouwde kom van Waalwijk, maar ligt geografisch in Sprang.

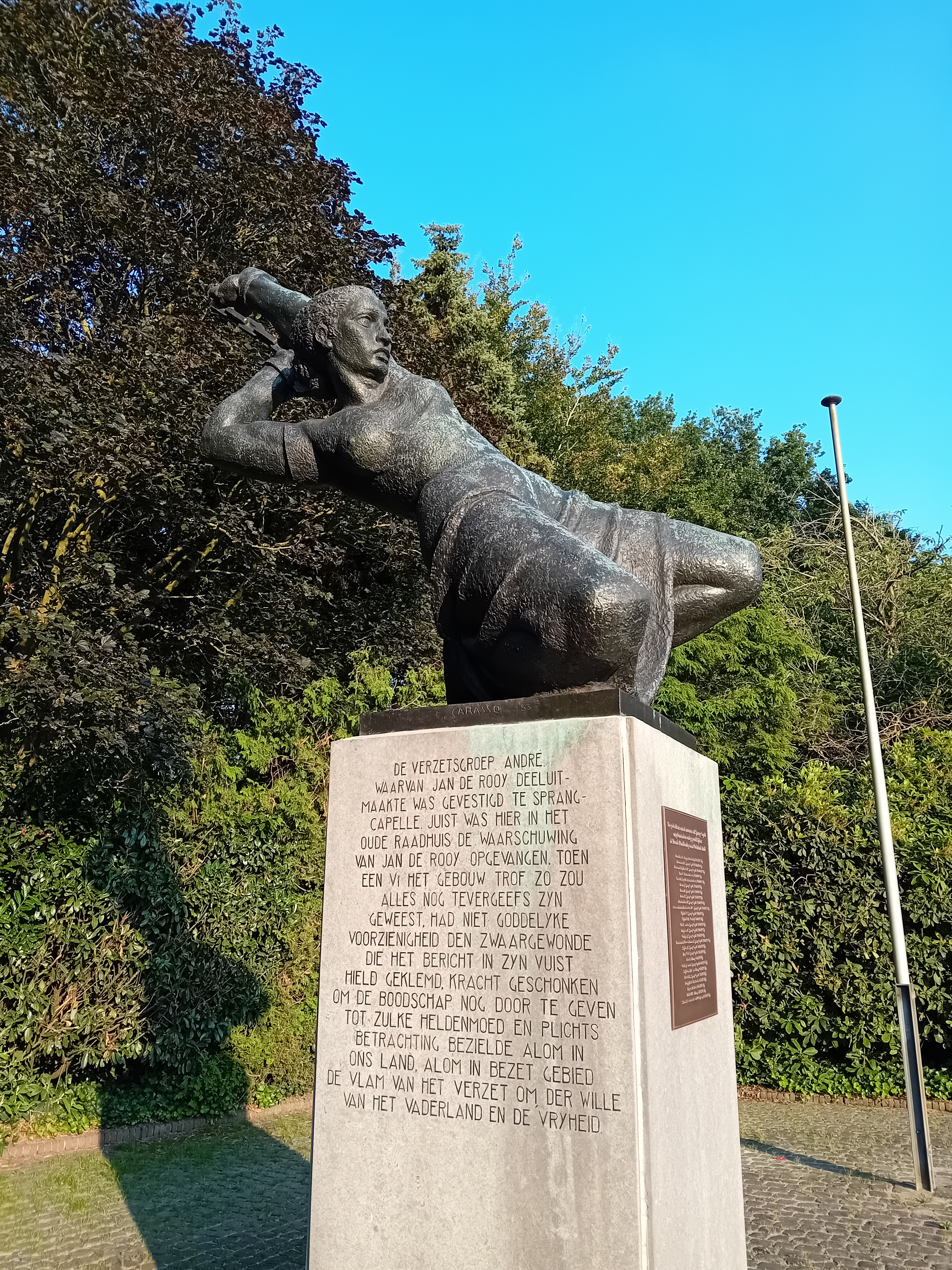
Oorlogsmonument ter nagedachtenis aan verzetsstrijder Jan de Rooij

## Protestants
Sprang-Capelle kent van oudsher een protestantse signatuur. Dit is opvallend, omdat in de omgeving vooral dorpen en steden te vinden zijn die een rooms-katholiek karakter hebben. Tot aan 1814 behoorden de dorpen die Sprang-Capelle vormen, net als het nabijgelegen 's Gravenmoer, tot het Baljuwschap Zuid-Holland van het Gewest Holland, waar de Reformatie veel eerder ingang vond dan in de Meierij van 's-Hertogenbosch (die pas in 1648 bij de Republiek der Verenigde Nederlanden werd gevoegd). In Vrijhoeve en Capelle is dan ook de Zuid-Hollandsedijk te vinden.
Een groot deel van de inwoners schaart zich onder de bevindelijk gereformeerden, wat zich o.a. uit in de uitslag van lokale, provinciale en landelijke verkiezingen, waarbij er veel gestemd wordt op de SGP en ChristenUnie. Hierdoor maakt Sprang-Capelle deel uit van de Bijbelgordel.

## Bezienswaardigheden

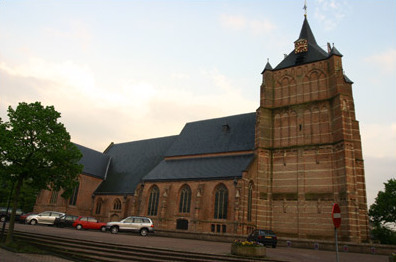
Grote of Sint Nicolaaskerk

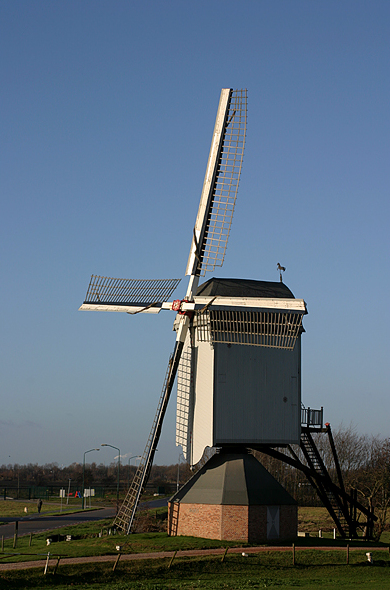
Molen Dye Sprancke

- In Sprang, de meest oostelijke kern, zijn twee markante bezienswaardigheden te zien. Standerdmolen Dye Sprancke staat aan de Oudestraat. In oktober 2005 is de molen gerenoveerd. Aan de Kerkstraat staat de vijftiende-eeuwse Hervormde Grote of Sint Nicolaaskerk,[2][3] met secco's op een aantal van de binnenmuren. Gebouwd als rooms-katholiek godshuis, maar na de reformatie in handen van protestanten gekomen. De toren is eigendom van de gemeente Waalwijk, het kerkgebouw zelf behoort toe aan de Hervormde Gemeente (PKN) van Sprang. Zie ook: Lijst van rijksmonumenten in Sprang.
- Vrijhoeve-Capelle herbergt de centrumfuncties van Sprang-Capelle. Men vindt er een winkelplein (Raadhuisplein) met daaraan het voormalige gemeentehuis van Sprang-Capelle. In deze kern ligt ook het Kasteel Zuidewijn, een 16e-eeuws kasteeltje, in eigendom van en bewoond door een deel van de familie De Roy van Zuydewijn. In Vrijhoeve staan ook de gebouwen van de Gereformeerde Kerk (PKN) Sprang-Capelle e.o., de Hersteld Hervormde Gemeente 's Grevelduin-Vrijhoeve-Capelle  en van de Gereformeerde Gemeente Sprang-Capelle.
- In Capelle is een jachthaven, die in verbinding staat met het Oude Maasje. Dit riviertje mondt bij Raamsdonksveer uit in de Bergsche Maas. Aan de Bergsche Maas, bij het veer naar Dussen, worden met een monument de slachtoffers herdacht van de strijd bij Kapelsche Veer in de Tweede Wereldoorlog. Aan de Hoofdstraat staat het achttiende- eeuwse kerkgebouw van de Hervormde Gemeente (PKN) 's Grevelduin-Vrijhoeve-Capelle.

## Recreatie
Sprang-Capelle beschikt over een openluchtzwembad, Zidewinde.

## Verenigingen
Sprang-Capelle kent een rijk verenigingsleven. Er zijn verschillende sportclubs en diverse muziek- en zangverenigingen. De lokale scoutinggroep is vernoemd naar de Sprangse verzetsstrijder Jan de Rooij. 
Ondanks twee gemeentelijke herindelingen hebben Sprang, Vrijhoeve en Capelle altijd hun eigen karakter behouden en hebben de drie dorpen elk een eigen voetbalvereniging NEO '25 (Sprang), SSC '55 (Vrijhoeve) en SV Capelle (Capelle).

## Verkeer en vervoer
Belangrijke ontsluitingswegen zijn de N261 aan de oostzijde en A59 aan de noordkant van de voormalige gemeente.
Openbaar vervoer per bus van Arriva met:
- Lijn 136: 's-Hertogenbosch - Vlijmen - Nieuwkuijk - Drunen - Waalwijk - Sprang-Capelle - Kaatsheuvel - Loon op Zand - Tilburg
- Lijn 174: Made - Geertruidenberg - Raamsdonksveer - Raamsdonk - Waspik - Sprang-Capelle - Waalwijk - Drunen - Wijk en Aalburg
- Lijn 206: Rijen - Dongen - 's Gravenmoer - Kaatsheuvel - Sprang-Capelle - Waalwijk
- Lijn 300: 's-Hertogenbosch - Waalwijk - Sprang-Capelle - Kaatsheuvel - Loon op Zand - Tilburg
- Lijn 301: 's-Hertogenbosch - Vlijmen - Drunen - Waalwijk - Sprang-Capelle - Kaatsheuvel - Tilburg

## Geboren
- Adriaan Gerrit Verhoeven (1886 - 1976), waterbouwkundige
- Hendrik Chabot (1894-1949), kunstschilder en beeldhouwer
- Jan de Rooij (1923-1945), verzetsstrijder
- Dick de Cloe (1947), politicus
- Arnold Stam (1968), marathonschaatser
- Harm-Jan van Schaik (1976), politicus
- Wieki Somers (1976), ontwerpster en vormgeefster
- Johan Goossens (1982), cabaretier, schrijver en docent